# A Láncok Háza
A Láncok Háza a negyedik kötete a Steven Erikson által írt epikus fantasy sorozatnak, A Malazai Bukottak könyvének regéjének és a közvetlen folytatása a Tremorlor kapujának.
Ez volt az első kötet, amit eredeti kiadásban keménytáblás változatban adtak ki, 2002. december 2-ai angliai megjelenéssel.

## Magyarul
- A láncok háza. A malazai bukottak könyvének regéje; ford. Fehér Fatime; Alexandra, Pécs, 2006

## Fordítás
- Ez a szócikk részben vagy egészben  a   House of Chains című angol Wikipédia-szócikk ezen változatának fordításán alapul.  Az eredeti cikk szerkesztőit annak laptörténete sorolja fel. Ez a jelzés csupán a megfogalmazás eredetét és a szerzői jogokat jelzi, nem szolgál a cikkben szereplő információk forrásmegjelöléseként.